# Saison 17 de RuPaul's Drag Race
La dix-septième saison de RuPaul's Drag Race est diffusée pour la première fois du 3 janvier 2025 au 18 avril 2025 sur MTV aux États-Unis et sur WOW Presents Plus à l'international.
Le 16 août 2024, l'émission est renouvelée pour sa dix-septième saison. Le casting est composé de quatorze candidates et est dévoilé le 4 décembre 2024 lors d'un live YouTube présenté par Nymphia Wind, gagnante de la saison précédente, et sur les réseaux sociaux.
La gagnante de la dix-septième saison reçoit un an d'approvisionnement de maquillage chez Anastasia Beverly Hills et 200 000 dollars américains.
Le deuxième épisode de la saison est dédié à The Vivienne, drag queen britannique, gagnante de la première saison de RuPaul's Drag Race UK, décédée le 5 janvier 2025.
La gagnante de la saison est Onya Nurve, avec Jewels Sparkles comme seconde.

## Candidates
(Les noms et âges donnés sont ceux annoncés au moment de la compétition.)
| Candidate       | Âge | Résidence                  | Classement        |
| --------------- | --- | -------------------------- | ----------------- |
| Onya Nurve      | 31  | Cleveland, Ohio            | Gagnante          |
| Jewels Sparkles | 23  | Tampa, Floride             | Seconde           |
| Lexi Love       | 34  | Louisville, Kentucky       | 3e place 4e place |
| Sam Star        | 24  | Leeds, Alabama             | 3e place 4e place |
| Suzie Toot      | 24  | Fort Lauderdale, Floride   | 5e place          |
| Lana Ja'Rae     | 22  | New York, État de New York | 6e place          |
| Lydia B Kollins | 23  | Pittsburgh, Pennsylvanie   | 7e place          |
| Arrietty        | 28  | Seattle, Washington        | 8e place          |
| Kori King       | 24  | Boston, Massachusetts      | 9e place          |
| Acacia Forgot   | 28  | Los Angeles, Californie    | 10e place         |
| Crystal Envy    | 27  | Asbury Park, New Jersey    | 11e place         |
| Hormona Lisa    | 30  | Chattanooga, Tennessee     | 12e place         |
| Joella          | 25  | Los Angeles, Californie    | 13e place         |
| Lucky Starzzz   | 26  | Miami, Floride             | 14e place         |

## Progression des candidates
|                 | Épisode | Épisode | Épisode | Épisode | Épisode | Épisode | Épisode | Épisode | Épisode | Épisode | Épisode | Épisode | Épisode | Épisode | Épisode | Épisode        |
| 1               | 2       | 3       | 4       | 5       | 6       | 7       | 8       | 9       | 10      | 11      | 12      | 13      | 14      | 15      | 16      |                |
| --------------- | ------- | ------- | ------- | ------- | ------- | ------- | ------- | ------- | ------- | ------- | ------- | ------- | ------- | ------- | ------- | -------------- |
| Onya Nurve      | INVITÉE | SAFE    | HIGH    | WIN     | HIGH    | SAFE    | WIN     | HIGH    | LOW     | SAFE    | WIN     | WIN     | BTM2    | HIGH    | INVITÉE | GAGNANTE       |
| Jewels Sparkles | TOP2    | INVITÉE | SAFE    | SAFE    | SAFE    | SAFE    | HIGH    | HIGH    | WIN     | BTM2    | LOW     | SAFE    | BTM2    | WIN     | INVITÉE | SECONDE        |
| Lexi Love       | INVITÉE | WIN     | SAFE    | SAFE    | SAFE    | SAFE    | HIGH    | SAFE    | HIGH    | LOW     | HIGH    | WIN     | LOW     | HIGH    | INVITÉE | ÉLIMINÉE       |
| Sam Star        | INVITÉE | SAFE    | WIN     | SAFE    | LOW     | HIGH    | HIGH    | WIN     | SAFE    | HIGH    | HIGH    | BTM2    | WIN     | BTM2    | INVITÉE | ÉLIMINÉE       |
| Suzie Toot      | WIN     | INVITÉE | SAFE    | HIGH    | WIN     | SAFE    | SAFE    | HIGH    | SAFE    | SAFE    | HIGH    | SAFE    | HIGH    | ELIM    | WIN     | INVITÉE        |
| Lana Ja'Rae     | INVITÉE | SAFE    | SAFE    | SAFE    | SAFE    | BTM2    | BTM2    | SAFE    | SAFE    | HIGH    | BTM2    | ELIM    |         |         | LOSS    | INVITÉE        |
| Lydia B Kollins | SAFE    | INVITÉE | SAFE    | SAFE    | BTM2    | SAFE    | SAFE    | SAFE    | BTM2    | WIN     | ELIM    |         |         |         | LOSS    | INVITÉE        |
| Arrietty        | SAFE    | INVITÉE | HIGH    | LOW     | BTM2    | WIN     | LOW     | SAFE    | HIGH    | ELIM    |         |         |         |         | LOSS    | INVITÉE        |
| Kori King       | INVITÉE | SAFE    | LOW     | BTM2    | SAFE    | SAFE    | SAFE    | BTM2    | ELIM    |         |         |         |         |         | TOP2    | INVITÉE        |
| Acacia Forgot   | BTM2    | INVITÉE | SAFE    | SAFE    | SAFE    | LOW     | SAFE    | ELIM    |         |         |         |         |         |         | LOSS    | INVITÉE        |
| Crystal Envy    | INVITÉE | TOP2    | SAFE    | HIGH    | SAFE    | HIGH    | ELIM    |         |         |         |         |         |         |         | LOSS    | MISS SYMPATHIE |
| Hormona Lisa    | INVITÉE | BTM2    | SAFE    | SAFE    | HIGH    | ELIM    |         |         |         |         |         |         |         |         | LOSS    | INVITÉE        |
| Joella          | SAFE    | INVITÉE | BTM2    | ELIM    |         |         |         |         |         |         |         |         |         |         | LOSS    | INVITÉE        |
| Lucky Starzzz   | SAFE    | INVITÉE | ELIM    |         |         |         |         |         |         |         |         |         |         |         | LOSS    | INVITÉE        |

 La candidate a remporté la saison.
 La candidate a fini seconde.
 La candidate a été éliminée lors de la finale.
 La candidate a été élue Miss Congeniality.
 La candidate a remporté le LaLaPaRuza Smackdown.
 La candidate a gagné le défi.
 La candidate a été une des deux meilleures candidates de la semaine mais a perdu le lip-sync.
 La candidate a reçu des critiques positives et a été déclarée sauve.
 La candidate a été déclarée sauve.
 La candidate a reçu des critiques négatives et a été déclarée sauve.
 La candidate a été en danger d'élimination.
 La candidate a perdu le lip-sync mais a été sauvée en abaissant le bon levier.
 La candidate a été éliminée.
 La candidate a participé au LaLaPaRuza Smackdown mais a perdu l'un de ses lip-syncs.
 La candidate a été invitée lors de l'épisode.

## Lip-syncs
| Épisode | Candidate                                     | vs.                                           | Candidate                                     | Chanson                              | Artiste                           | Gagnante           |
| ------- | --------------------------------------------- | --------------------------------------------- | --------------------------------------------- | ------------------------------------ | --------------------------------- | ------------------ |
| 1       | Jewels Sparkles                               | vs.                                           | Suzie Toot                                    | Woman's World                        | Katy Perry                        | Suzie Toot         |
| 2       | Crystal Envy                                  | vs.                                           | Lexi Love                                     | Alter Ego                            | Doechii                           | Lexi Love          |
| 2       | Candidate                                     | vs.                                           | Candidate                                     | Chanson                              | Artiste                           | Candidate éliminée |
| 2       | Acacia Forgot                                 | vs.                                           | Hormona Lisa                                  | Yes, And?                            | Ariana Grande                     | Aucune             |
| 3       | Joella                                        | vs.                                           | Lucky Starzzz                                 | (It's Just) The Way That You Love Me | Paula Abdul                       | Lucky Starzzz      |
| 4       | Joella                                        | vs.                                           | Kori King                                     | Buttons                              | The Pussycat Dolls ft. Snoop Dogg | Joella             |
| 5       | Arrietty                                      | vs.                                           | Lydia B Kollins                               | Boogie Wonderland                    | Earth, Wind and Fire              | Aucune             |
| 6       | Hormona Lisa                                  | vs.                                           | Lana Ja'Rae                                   | Get Him Back!                        | Olivia Rodrigo                    | Hormona Lisa       |
| 7       | Crystal Envy                                  | vs.                                           | Lana Ja'Rae                                   | Hands to Myself                      | Selena Gomez                      | Crystal Envy       |
| 8       | Acacia Forgot                                 | vs.                                           | Kori King                                     | Wet Dream                            | Adam Lambert                      | Acacia Forgot      |
| 9       | Kori King                                     | vs.                                           | Lydia B Kollins                               | Kiss Me Deadly                       | Lita Ford                         | Kori King          |
| 10      | Arrietty                                      | vs.                                           | Jewels Sparkles                               | Ya Ya                                | Beyoncé                           | Arrietty           |
| 11      | Lana Ja'Rae                                   | vs.                                           | Lydia B Kollins                               | Unholy                               | Sam Smith ft. Kim Petras          | Lydia B Kollins    |
| 12      | Lana Ja'Rae                                   | vs.                                           | Sam Star                                      | Illusion                             | Dua Lipa                          | Lana Ja'Rae        |
| 13      | Jewels Sparkles                               | vs.                                           | Onya Nurve                                    | 1 Thing                              | Amerie                            | Aucune             |
| 14      | Sam Star                                      | vs.                                           | Suzie Toot                                    | Love Child                           | Diana Ross & The Supremes         | Suzie Toot         |
| Épisode | Candidate                                     | vs.                                           | Candidate                                     | Chanson                              | Artiste                           | Gagnante           |
| 15      | Hormona Lisa                                  | vs.                                           | Lydia B Kollins                               | Say Liza (Liza with a Z)             | Liza Minnelli                     | Lydia B Kollins    |
| 15      | Joella                                        | vs.                                           | Suzie Toot                                    | Training Season                      | Dua Lipa                          | Suzie Toot         |
| 15      | Acacia Forgot                                 | vs.                                           | Lucky Starzzz                                 | Step By Step                         | Whitney Houston                   | Lucky Starzzz      |
| 15      | Arrietty                                      | vs.                                           | Kori King                                     | Blow Me (One Last Kiss)              | Pink                              | Kori King          |
| 15      | Crystal Envy                                  | vs.                                           | Lana Ja'Rae                                   | You Make Me Feel (Mighty Real)       | Sylvester                         | Lana Ja'Rae        |
| 15      | Lucky Starzzz                                 | vs.                                           | Suzie Toot                                    | We Found Love                        | Rihanna                           | Suzie Toot         |
| 15      | Kori King vs. Lana Ja'Rae vs. Lydia B Kollins | Kori King vs. Lana Ja'Rae vs. Lydia B Kollins | Kori King vs. Lana Ja'Rae vs. Lydia B Kollins | 360                                  | Charli XCX                        | Kori King          |
| 15      | Kori King                                     | vs.                                           | Suzie Toot                                    | APT.                                 | ROSÉ & Bruno Mars                 | Suzie Toot         |
| 16      | Jewels Sparkles                               | vs.                                           | Onya Nurve                                    | Abracadabra                          | Lady Gaga                         | Onya Nurve         |

 La candidate a gagné le lip-sync et la saison.
 La candidate a gagné le lip-sync et a accédé au round suivant du LaLaPaRuza Smackdown.
 La candidate a remporté le LaLaPaRuza Smackdown et a reçu le titre de Queen of She Done Already Done Has Herses.
 La candidate a remporté le lip-sync et est la gagnante de l'épisode.
 La candidate a été éliminée après sa première fois en danger d'élimination.
 La candidate a été éliminée après sa deuxième fois en danger d'élimination.
 La candidate a été éliminée après sa troisième fois en danger d'élimination.
 La candidate a été éliminée après sa quatrième fois en danger d'élimination.

## Juges invités
La liste des juges invités de la dix-septième saison de RuPaul's Drag Race est dévoilée le 12 décembre 2024. Cités par ordre d'apparition :
- Katy Perry, chanteuse américaine ;
- Doechii, rappeuse et chanteuse américaine ;
- Sandra Bernhard, actrice américaine ;
- Julia Schlaepfer, actrice américaine ;
- Paul W. Downs, acteur et réalisateur américain ;
- Hunter Schafer, actrice et mannequin américaine ;
- Quinta Brunson, actrice et humoriste américaine ;
- Adam Lambert, chanteur américain ;
- Jamal Sims, chorégraphe américain ;
- Betsey Johnson, créatrice de mode américaine ;
- Whitney Cummings, actrice et humoriste américaine ;
- Sam Smith, artiste britannique ;
- Jerrod Carmichael, acteur et réalisateur américain ;
- June Diane Raphael, actrice américaine ;
- Tracee Ellis Ross, actrice américaine.

### Invités spéciaux
Certains invités apparaissent lors des épisodes, mais ne font pas partie du panel de jurés.
Épisode 1
- Angeria Paris VanMicheals, drag queen américaine ;
- Aura Mayari, drag queen américaine ;
- Jaymes Mansfield, drag queen américaine ;
- Kerri Colby, drag queen américaine ;
- Kimora Blac, drag queen américaine ;
- Kylie Sonique Love, drag queen américaine ;
- Mayhem Miller, drag queen américaine ;
- Morgan McMichaels, drag queen américaine ;
- Trinity The Tuck, drag queen américaine ;
- Victoria "Porkchop" Parker, drag queen américaine.

Épisode 2
- Lawrence Chaney, drag queen écossaise.

Épisode 6
- Claudia Norvina Soare, femme d'affaires américaine.

Épisode 7
- Alyssa Edwards, drag queen américaine.

Épisode 8
- Gabe Lopez, producteur américain.

Épisode 10
- Joey Nolfi, journaliste américain ;
- Kandy Muse, drag queen américaine ;
- Mistress Isabelle Brooks, drag queen américaine ;
- Plane Jane, drag queen américaine.

Épisode 11
- Cheyenne Jackson, acteur et chanteur américain.

Épisode 14
- Latrice Royale, drag queen américaine.

Épisode 16
- Liza Minnelli, actrice, chanteuse et danseuse américaine ;
- Nymphia Wind, drag queen américano-taïwanaise ;
- Sapphira Cristál, drag queen américaine ;
- Xunami Muse, drag queen américaine.

## Épisodes
| Candidate | Acacia Forgot         | Arrietty         | Jewels Sparkles | Joella   | Lucky Starzzz | Lydia B Kollins | Suzie Toot |
| Talent    | Guitare Chant country | Baile folklórico | Lip-sync        | Lip-sync | Lip-sync      | Burlesque       | Claquettes |

| Candidate | Crystal Envy | Hormona Lisa | Kori King | Lana Ja'Rae | Lexi Love            | Onya Nurve | Sam Star |
| Talent    | Lip-sync     | Stand-up     | Lip-sync  | Lip-sync    | Patinage à roulettes | Lip-sync   | Lip-sync |

| Couleur   | JAUNE         | JAUNE     | JAUNE           | ROUGE    | ROUGE       | ROUGE      | BLEU         | BLEU     | ORANGE       | ORANGE    | ORANGE        | VERT            | VERT   | VERT       |
| --------- | ------------- | --------- | --------------- | -------- | ----------- | ---------- | ------------ | -------- | ------------ | --------- | ------------- | --------------- | ------ | ---------- |
| Candidate | Acacia Forgot | Kori King | Lydia B Kollins | Arrietty | Lana Ja'Rae | Suzie Toot | Crystal Envy | Sam Star | Hormona Lisa | Lexi Love | Lucky Starzzz | Jewels Sparkles | Joella | Onya Nurve |

| Volume             | 1              | 1              | 1            | 1               | 1                 | 1                 | 1                        | 2             | 2                 | 2                | 2                | 2            | 2          |
| ------------------ | -------------- | -------------- | ------------ | --------------- | ----------------- | ----------------- | ------------------------ | ------------- | ----------------- | ---------------- | ---------------- | ------------ | ---------- |
| Candidate          | Arrietty       | Crystal Envy   | Hormona Lisa | Jewels Sparkles | Joella            | Lana Ja'Rae       | Lydia B Kollins          | Acacia Forgot | Kori King         | Lexi Love        | Onya Nurve       | Sam Star     | Suzie Toot |
| Candidate parodiée | Alyssa Edwards | Latrice Royale | Shannel      | Jade Jolie      | Mariah Balenciaga | Morgan McMichaels | Mystique Summers Madison | Kandy Muse    | Kennedy Davenport | Jasmine Kennedie | Laganja Estranja | Tamisha Iman | Aja        |

| Candidate       | Acacia Forgot | Arrietty         | Crystal Envy     | Hormona Lisa          | Jewels Sparkles    | Kori King        | Lana Ja'Rae    | Lexi Love     | Lydia B Kollins   | Onya Nurve                    | Sam Star       | Suzie Toot           |
| Créature marine | Crinoïde      | Rascasse volante | Poisson-hérisson | Dragon de mer feuillu | Danseuse espagnole | Poisson-mandarin | Oursin pourpre | Piqueur-mauve | Baudroie abyssale | Étoile de mer à bosses rouges | Poisson-vipère | Pieuvre noix de coco |

| Candidate  | Acacia Forgot | Arrietty | Crystal Envy  | Jewels Sparkles | Kori King     | Lana Ja'Rae | Lexi Love         | Lydia B Kollins | Onya Nurve   | Sam Star   | Suzie Toot   |
| Personnage | Trisha Paytas | Cupidon  | Nicole Richie | Bigfoot         | Angela Raiola | Rosa Parks  | Gilbert Gottfried | David Lynch     | Eddie Murphy | Kim Gravel | Ellen Greene |

| Candidate  | Acacia Forgot     | Arrietty      | Jewels Sparkles | Kori King       | Lana Ja'Rae           | Lexi Love         | Lydia B Kollins | Onya Nurve        | Sam Star                      | Suzie Toot                      |
| Personnage | Dorothy du Kansas | L'épouvantail | Glinda          | Le singe volant | La femme de fer blanc | La lionne couarde | Le singe volant | Dorothy de Harlem | La méchante sorcière de l'Est | La méchante sorcière de l'Ouest |

| Collection | Bal de promo | Bal de promo | Bal de promo | Mariage  | Mariage   | Mariage  | Grunge des années 1920 | Grunge des années 1920 | Grunge des années 1920 |
| ---------- | ------------ | ------------ | ------------ | -------- | --------- | -------- | ---------------------- | ---------------------- | ---------------------- |
| Candidate  | Kori King    | Lana Ja'Rae  | Onya Nurve   | Arrietty | Lexi Love | Sam Star | Jewels Sparkles        | Lydia B Kollins        | Suzie Toot             |

| Candidate finaliste     | Jewels Sparkles | Lexi Love      | Onya Nurve            | Sam Star          |
| ----------------------- | --------------- | -------------- | --------------------- | ----------------- |
| Victoire(s)             | 2               | 2              | 4                     | 3                 |
| Épisode(s)              | Épisodes 9, 14  | Épisodes 2, 12 | Épisodes 4, 7, 11, 12 | Episodes 3, 8, 13 |
| Risque(s) d'élimination | 2               | 0              | 1                     | 2                 |
| Épisode(s)              | Épisodes 10, 13 | —              | Épisode 13            | Épisodes 12, 14   |